# 1982年の日本シリーズ
1982年の日本シリーズ（1982ねんのにっぽんシリーズ、1982ねんのにほんシリーズ）は、1982年（昭和57年）10月23日から10月30日まで行われたセ・リーグ優勝チームの中日ドラゴンズとパ・リーグ優勝チームの西武ライオンズによる33回目のプロ野球日本選手権シリーズである。

## 概要
広岡達朗監督率いる西武ライオンズと近藤貞雄監督率いる中日ドラゴンズの対決は、西武の前身西鉄が福岡県福岡市を本拠地としていた時代の1954年以来28年ぶり。
西武が埼玉県所沢市への本拠地移転後では初、西鉄時代を含めると24年ぶり4度目の日本一。西武はプレーオフから中8日、一方の中日はシリーズ開幕5日前の最終130試合目に優勝を決めており、勢いに乗っていると思われた。
西武は第1戦と第2戦に連勝するが、中日も第3戦から2連勝して2勝2敗として五分に戻す。そして迎えた第5戦、両チーム無得点の三回表の中日の攻撃は2死二塁（走者は田尾安志）という場面で打者の平野謙は一塁線を抜ける打球を放つが、これが一塁塁審の村田康一の足に当たり、二塁手の山崎裕之の前に転がる。山崎はボールを拾うと三塁に投げ、三塁を回っていた田尾は戻れずにタッチアウトとなった。「ルール上は審判は石ころと同じ」であるため、このプレイはルールに抵触しない。これにより中日は先制機を逃して結果的に敗北したことから、「シリーズの流れを変えた『石ころ』」といわれた。
西武は全6試合を通じて守備に不安のあった田淵幸一と大田卓司の両選手を同時に先発出場させた。ペナントレースでは指名打者があり、どちらか一方が指名打者でもう一方が守備についていた。ただ田淵については機を見て試合中盤でも片平晋作に交代させる用兵を見せた。大田は打棒が冴え渡り優秀選手賞を受賞し以後「シリーズ男」の異名をとるようになる。投手陣では、先発の柱として第1戦と第4戦で松沼博久を登板させ、エースの東尾修を先発ではなくリリーフに回すという構想がうまく機能し、東尾はリリーフで好投してシリーズのMVPに輝いた。また中継ぎで小林誠二が好投したのも光った。
一方、中日はシーズン中の「野武士軍団」の活躍が影を潜めて敗れた。中日はペナントレースで最後の130試合目まで巨人と優勝争いを繰り広げた末の優勝で勢いに乗っていると思われたが、第2戦にシーズン16勝を挙げた都裕次郎が先頭打者の石毛宏典の打球を足に当てて負傷するアクシデントに見舞われ、以後シリーズの先発ローテーションに苦しんだ。またこの年に引退した星野仙一はこの日本シリーズでの登板がなかった。
中日は第1戦で7-3で敗れ、第2戦も先発投手がいきなり負傷降板したため跡を継いだ投手が打ち込まれ2回表で0-6とあっさり大差が付いた。そして中日の攻撃陣も反撃を見せられず0行進が続き、中日のふがいない戦いに激怒したファンが大騒ぎし、試合終了後に球場から引き上げる西武ナインやグラウンドをめがけて物を投げるという行為に及んだ。このため、勝利監督インタビューは中止になるなど球場は騒乱状態となった。これを受けてコミッショナーは第3戦以降の警備を厳重に取る措置を取った。またシリーズが第6戦へもつれ込み、試合会場が西武ライオンズ球場から再びナゴヤ球場へ移ることとなった10月28日には、中日球団がファンに対し「楽しくご声援いただくよう」と異例の呼びかけを行った。

## 試合結果
| 日付                                  | 試合   | ビジター球団（先攻） | スコア | ホーム球団（後攻） | 開催球場           |
| ------------------------------------- | ------ | -------------------- | ------ | ------------------ | ------------------ |
| 10月23日（土）                        | 第1戦  | 西武ライオンズ       | 7 - 3  | 中日ドラゴンズ     | ナゴヤ球場         |
| 10月24日（日）                        | 第2戦  | 西武ライオンズ       | 7 - 1  | 中日ドラゴンズ     | ナゴヤ球場         |
| 10月25日（月）                        | 移動日 | 移動日               | 移動日 | 移動日             | 移動日             |
| 10月26日（火）                        | 第3戦  | 中日ドラゴンズ       | 4 - 3  | 西武ライオンズ     | 西武ライオンズ球場 |
| 10月27日（水）                        | 第4戦  | 中日ドラゴンズ       | 5 - 3  | 西武ライオンズ     | 西武ライオンズ球場 |
| 10月28日（木）                        | 第5戦  | 中日ドラゴンズ       | 1 - 3  | 西武ライオンズ     | 西武ライオンズ球場 |
| 10月29日（金）                        | 移動日 | 移動日               | 移動日 | 移動日             | 移動日             |
| 10月30日（土）                        | 第6戦  | 西武ライオンズ       | 9 - 4  | 中日ドラゴンズ     | ナゴヤ球場         |
| 優勝：西武ライオンズ（24年ぶり4回目） |        |                      |        |                    |                    |

### 第1戦
|                | 1 | 2 | 3 | 4 | 5 | 6 | 7 | 8 | 9 | R | H  | E |
| -------------- | - | - | - | - | - | - | - | - | - | - | -- | - |
| 西武ライオンズ | 0 | 4 | 2 | 0 | 0 | 0 | 0 | 1 | 0 | 7 | 13 | 1 |
| 中日ドラゴンズ | 0 | 0 | 3 | 0 | 0 | 0 | 0 | 0 | 0 | 3 | 9  | 1 |

1. 勝利：松沼博（1勝）
2. 敗戦：小松（1敗）
3. 本塁打
［西］：スティーブ1号ソロ（3回・小松）、大田卓司1号ソロ（8回・郭）
［中］：モッカ1号2ラン（3回・松沼博）
4. 審判
［球審］山本文
［塁審］藤本（一）、福井（二）、前川（三）
［外審］丸山（左）、村田（右）
5. 試合時間：3時間7分

2回、西武は田淵幸一のヒットを口火に5安打1四球を集中して4点を奪い、中日先発の小松辰雄をKOした。さらに3回、堂上照からも3安打1死球で2点を追加、試合の主導権を握った。中日も3回、田尾安志の犠牲フライとケン・モッカの2ランで3点を返し、西武先発の松沼博久を攻略したが、4回から松沼博をリリーフした東尾修の前にあとひと押しが足りず、追加点を奪えなかった。8回、大田卓司がダメ押しのソロ本塁打。西武が先勝した。
公式記録関係（日本野球機構ページ）

### 第2戦
|                | 1 | 2 | 3 | 4 | 5 | 6 | 7 | 8 | 9 | R | H  | E |
| -------------- | - | - | - | - | - | - | - | - | - | - | -- | - |
| 西武ライオンズ | 4 | 2 | 0 | 0 | 0 | 0 | 0 | 0 | 1 | 7 | 13 | 1 |
| 中日ドラゴンズ | 0 | 0 | 0 | 0 | 0 | 0 | 0 | 0 | 1 | 1 | 8  | 1 |

1. 勝利：小林（1勝）
2. 敗戦：都（1敗）
3. 本塁打
［西］：西岡1号ソロ（9回・牛島）
4. 審判
［球審］村田
［塁審］丸山（一）、藤本（二）、福井（三）
［外審］斎田（左）、久保田（右）
5. 試合時間：3時間24分

中日先発は都裕次郎。しかし先頭打者・石毛宏典のライナーを左足首にあててわずか打者1人、6球で降板のアクシデント。急きょ藤沢公也がマウンドに登ったが、準備不足は明らかで、山崎裕之の送りバント、スティーブ・オンティベロス、田淵に連続四球で一死満塁。ここでテリー・ウィットフィールド、大田の連打でいきなり4点を奪った。2回にも3番手の堂上から石毛、山崎、スティーブの3連打と田淵の犠牲フライで2点を追加。しかし広岡監督は、4回二死一・二塁代打大島康徳という場面で先発の杉本正を交代。代わった小林誠二が後続をぴたりと抑えた。西武が敵地2連勝で所沢に戻ることになった。
公式記録関係（日本野球機構ページ）

### 第3戦
|                | 1 | 2 | 3 | 4 | 5 | 6 | 7 | 8 | 9 | R | H  | E |
| -------------- | - | - | - | - | - | - | - | - | - | - | -- | - |
| 中日ドラゴンズ | 0 | 0 | 0 | 0 | 0 | 0 | 3 | 0 | 1 | 4 | 4  | 1 |
| 西武ライオンズ | 2 | 0 | 0 | 0 | 0 | 0 | 0 | 1 | 0 | 3 | 12 | 3 |

1. 勝利：牛島（1勝）
2. 敗戦：東尾（1敗）
3. 本塁打
［中］：上川1号3ラン（7回・高橋直）
4. 審判
［球審］久保田
［塁審］斎田（一）、丸山（二）、藤本（三）
［外審］山本文（左）、前川（右）
5. 試合時間：3時間12分

公式記録関係（日本野球機構ページ）

### 第4戦
|                | 1 | 2 | 3 | 4 | 5 | 6 | 7 | 8 | 9 | R | H  | E |
| -------------- | - | - | - | - | - | - | - | - | - | - | -- | - |
| 中日ドラゴンズ | 0 | 1 | 1 | 0 | 1 | 0 | 0 | 0 | 2 | 5 | 13 | 1 |
| 西武ライオンズ | 0 | 0 | 1 | 0 | 2 | 0 | 0 | 0 | 0 | 3 | 9  | 1 |

1. 勝利：小松（1勝）
2. 敗戦：小林（1敗）
3. 本塁打
［中］：谷沢1号ソロ（9回・小林）
4. 審判
［球審］前川
［塁審］山本文（一）、斎田（二）、丸山（三）
［外審］村田（左）、福井（右）
5. 試合時間：3時間49分

公式記録関係（日本野球機構ページ）

### 第5戦
|                | 1 | 2 | 3 | 4 | 5 | 6 | 7 | 8 | 9 | R | H | E |
| -------------- | - | - | - | - | - | - | - | - | - | - | - | - |
| 中日ドラゴンズ | 0 | 0 | 0 | 0 | 1 | 0 | 0 | 0 | 0 | 1 | 7 | 1 |
| 西武ライオンズ | 0 | 0 | 0 | 0 | 1 | 0 | 2 | 0 | x | 3 | 8 | 1 |

1. 勝利：東尾（2勝）
2. 敗戦：小松（2敗）
3. 本塁打
［中］：大島1号ソロ（5回・杉本）
4. 審判
［球審］福井
［塁審］村田（一）、山本文（二）、斎田（三）
［外審］久保田（左）、藤本（右）
5. 試合時間：2時間55分

中日は3回、田尾がショート内野安打、石毛の悪送球で二塁に進み、二死二塁のチャンス。続く平野の打球は一塁線を襲ったが、一塁塁審・村田康一の右足に当たり左に大きくそれるハプニング。二塁手山崎が拾って三塁へ。三塁からホームにボールが渡り、ホームを突こうとした田尾はタッチアウトとなる不運があった（この事件については村田康一#「石コロ事件」の項も参照）。
試合は5回、中日が大島の本塁打で先制したが、その裏すぐにスティーブのタイムリー二塁打で同点。西武は、7回、宇野の悪送球というミスを逃さず、スティーブのタイムリー二塁打。さらに途中から守備固めで田淵に代わって4番に入っていた片平晋作の適時打で追加点、試合を決めた。6回から登板した東尾は4回をわずか1安打に抑える好投。西武が日本一に王手をかけた。
公式記録関係（日本野球機構ページ）

### 第6戦
|                | 1 | 2 | 3 | 4 | 5 | 6 | 7 | 8 | 9 | R | H  | E |
| -------------- | - | - | - | - | - | - | - | - | - | - | -- | - |
| 西武ライオンズ | 0 | 0 | 4 | 0 | 0 | 0 | 2 | 1 | 2 | 9 | 13 | 0 |
| 中日ドラゴンズ | 0 | 0 | 4 | 0 | 0 | 0 | 0 | 0 | 0 | 4 | 9  | 1 |

1. 勝利：小林（2勝）
2. 敗戦：鈴木孝（1敗）
3. 本塁打
［西］：大田2号3ラン（3回・三沢）、片平晋1号ソロ（7回・鈴木）、テリー1号ソロ（7回・鈴木）
4. 審判
［球審］藤本
［塁審］久保田（一）、村田（二）、山本文（三）
［外審］前川（左）、丸山（右）
5. 試合時間：4時間

舞台は再びナゴヤ。3回表、スティーブのタイムリー二塁打、大田の3ラン本塁打で西武が4点を挙げ、日本一を大きく引き寄せたかに見えたが、その裏先頭打者の田尾がセンターの頭上を越える三塁打。2死後、谷沢のタイムリーヒットで中日が1点を返した。続く中尾もヒットで出塁したところで西武は高橋から森にスイッチするがこれが裏目。宇野もヒットを放ち満塁としたあと、7番で先発出場の大島が押し出し四球、続く上川のセカンド強襲ヒットで一気に追いつく。なおも2死1、2塁のピンチで西武はシリーズ初登板となる新人の工藤公康を投入、代打石井昭男を遊ゴロに打ち取り同点止まり。7回表、守備固めで田淵に代わり一塁に入っていた片平が好投を続けていた3番手・鈴木の速球をとらえ、バックスクリーンに叩き込むと、続くテリーも初球を打ちバックスクリーンへの2者連続アーチで2点を勝ち越し。これで勢いづいた西武は8回に1点を追加すると9回に大石友好のスクイズで1点、さらに気落ちした小松から岡村隆則が左前タイムリーでもう1点を奪い、勝負を決めた。西武は4回2死から小林、8回から東尾を投入、中日の反撃を絶った。最後は東尾が大島を空振り三振に仕留めゲームセット。西武が前身の西鉄時代から24年ぶり、本拠地移転後では初の日本一を決めた。
西武は同年前期リーグ戦1位からプレーオフで後期1位の日本ハムを下して日本シリーズ出場を果たしたが、年間総合勝率は第2位（.540。年間総合1位は日本ハムの.563）だったため、1975年に優勝した阪急に次いで7年ぶり、通算2回目の「リーグ年間勝率2位からの日本一」ともなった。
公式記録関係（日本野球機構ページ）

## 表彰選手
- 最高殊勲選手賞：東尾修（西）
  - 救援登板のみで同賞を受賞したのは日本選手権シリーズ史上初、かつ2017年にデニス・サファテ（ソフトバンク）が同賞を受賞するまでは唯一の記録であった[5]。
- 敢闘賞：上川誠二（中）
- 優秀選手賞： 大田卓司、スティーブ・オンティベロス（以上、西）、中尾孝義（中）

## テレビ・ラジオ中継

### テレビ中継
- 第1戦：10月23日
  - 東海テレビ≪FNN系列≫　実況：新田紀典　解説：西本幸雄、河村保彦　ゲスト解説：松岡弘（ヤクルト）、北別府学（広島）
- 第2戦：10月24日
  - CBCテレビ≪JNN系列≫　実況：田口豊太郎　解説：野村克也、井上登　ゲスト解説：江夏豊（日本ハム）、山本浩二（広島）
- 第3戦：10月26日
  - TBSテレビ≪JNN系列≫　実況：渡辺謙太郎　解説：野村克也　ゲスト解説：江夏豊
- 第4戦：10月27日
  - TBSテレビ≪JNN系列≫　実況：池田孝一郎　解説：張本勲　ゲスト解説：平松政次（大洋）
  - NHK総合　解説：高田繁　ゲスト解説：山田久志（阪急）
- 第5戦：10月28日
  - フジテレビ≪FNN系列≫　実況：盛山毅　解説：豊田泰光　ゲスト解説：斉藤明夫（大洋）
    - レポーター：松倉悦郎、磯野正典（THK）

試合開始が13時（JST）だった関係上、『笑っていいとも!』は12時50分までの放送だった。
- 第6戦：10月30日
  - 東海テレビ≪FNN系列≫　実況：吉村功　解説：西本幸雄、河村保彦　ゲスト解説：落合博満（ロッテ、三冠王）

※第7戦はCBCテレビにて中継される予定だった。
日本テレビ系は開局以来初めて放映権を逃した。昭和期で日本テレビ系が放映権獲得を逃したのはこの年と1988年の西武-中日の2例のみである。平成期は30年の内日本テレビ系が放映権を獲得したのは18回、内3回は優勝決定により未開催で放送がなくなり、実際に放送されたのは半分の15回に減った。日本テレビ系で放映権を獲得したのはセ・リーグでは巨人・阪神・広島の3球団、パ・リーグではソフトバンク（前身のダイエーも含む）と近鉄のみであったのも放映権が大幅減になった要因でもある。
この年、セ・リーグは中日と最終日まで優勝を争った巨人が優勝した場合は日本テレビが4試合、パ・リーグは西武とプレーオフを争った日本ハムが優勝した場合はテレビ朝日が3試合放送予定だったが、両チームが共に優勝できず両局が放映権を逃し、前年は放映権がなかったTBS系が4試合（うちCBC制作が2試合）、フジテレビ系が3試合（うち東海テレビ制作が2試合）放映権を獲得するという逆転劇となった。

### ラジオ中継
- 第1戦：10月23日
  - NHKラジオ第1　解説：川上哲治　ゲスト解説：山田久志
  - TBSラジオ（JRN・CBC制作）　解説：杉浦清、野村克也　ゲスト解説：斉藤明夫
  - 文化放送・ラジオ大阪　解説：豊田泰光、森本潔
  - ニッポン放送（NRN・東海ラジオ制作）　実況：犬飼俊久　解説：土橋正幸、中山俊丈　ゲスト解説：江夏豊
  - ラジオ関西ほか
- 第2戦：10月24日
  - NHKラジオ第1　解説：加藤進　ゲスト解説：山田久志
  - TBSラジオ（JRN・CBC制作）　解説：中利夫、張本勲
  - 文化放送（NRN・東海ラジオ制作）　実況：亀関開　解説：豊田泰光、森本潔
  - ニッポン放送・ラジオ大阪　実況：宮田統樹　解説：土井淳　ゲスト解説：大杉勝男（ヤクルト）
  - ラジオ関西ほか
- 第3戦：10月26日
  - NHKラジオ第1　解説：鶴岡一人　ゲスト解説：鈴木啓示（近鉄）
  - TBSラジオ（JRN）　解説：杉下茂、張本勲
  - 文化放送・ラジオ大阪　解説：別所毅彦、辻佳紀
  - ニッポン放送（NRN）　実況：深澤弘　解説：江本孟紀　ゲスト解説：武上四郎（ヤクルト監督）
  - ラジオ日本　実況：島碩弥、内藤博之
- 第4戦：10月27日
  - NHKラジオ第1　解説：広瀬叔功　ゲスト解説：鈴木啓示
  - TBSラジオ（JRN）　解説：野村克也、張本勲
  - 文化放送（NRN）　解説：別所毅彦、中山俊丈　ゲスト解説：江夏豊
  - ニッポン放送・ラジオ大阪　実況：瀬戸将男　解説：土井淳　ゲスト解説：梨田昌孝（近鉄）
  - ラジオ日本　実況：早川建二、内藤幸位
- 第5戦：10月28日
  - NHKラジオ第1　解説：高田繁　ゲスト解説：山田久志
  - TBSラジオ（JRN）　解説：田宮謙次郎　ゲスト解説：落合博満
  - 文化放送・ラジオ大阪　解説：別所毅彦、辻佳紀
  - ニッポン放送（NRN）　実況：深澤弘　解説：金田正一　ゲスト解説：梨田昌孝
  - ラジオ日本　実況：島碩弥、染谷恵二
- 第6戦：10月30日
  - NHKラジオ第1　実況：島村俊治　解説：川上哲治　ゲスト解説：山田久志
  - TBSラジオ（JRN・CBC制作）　解説：井上登、野村克也　ゲスト解説：江夏豊
  - 文化放送（NRN・東海ラジオ制作）　実況：亀関開　解説：豊田泰光、中山俊丈
  - ニッポン放送・ラジオ大阪　実況：小林達彦　解説：江本孟紀　ゲスト解説：平松政次
  - ラジオ関西ほか